# Doanlar (Edremite)
Doanlar (em turco: Doğanlar) ou Bardaque (em armênio: Բերդակ; romaniz.: Bardak) é uma almofala (bairro) no distrito e município de Edremite, na província e área metropolitana de Vã, na Turquia.

## História
Doanlar está no território antes administrado pelo vilaiete de Vã do Império Otomano, a 11 quilômetros da cidade de Vã, na margem direita do rio Coxape, no meio de um cânion. Seu nome armênio, Bardaque, faz referência a uma antiga fortaleza que existia nas cercanias. No passado, era um centro de escrita armênio. No século XVII, foi construída uma igreja dedicada a São João (Surb Hovhannes), onde o corpo de um abade do século XV foi sepultado. Nas imediações também existia um Mosteiro da Santa Mãe de Deus (Surb Astvacacin). Na década de 1850, havia 30 famílias armênias residentes, e no início do século XX, 60 famílias. Elas ocupavam-se de pecuária, agricultura, onde se notabilizou pelo cultivo de uvas e por seu vinho, e artesanato, beneficiado pela presença de depósitos de argila, arenito cinza e minério de ferro. Em 1896, foi vítima de pilhagem e sua população foi deslocada no genocídio armênio de 1915.